# Easter Aquhorthies Stone Circle
De Easter Aquhorthies Stone Circle is een Recumbent Stone Circle uit het neolithicum, gelegen zo'n vier kilometer ten westen van Inverurie in de Schotse regio Aberdeenshire.

## Beschrijving
De Easter Aquhorthies Stone Circle dateert uit 3000-2000 v.Chr. Het is een zogenaamde "recumbent stone circle", dat wil zeggen dat er zich in een kring van staande stenen één grote liggende steen bevindt. Deze ligt aan de zuidwestelijke of zuidelijke zijde en wordt geflankeerd door de grootste staande stenen in de cirkel.
De steencirkel telt elf rechtopstaande stenen en is 19,5 meter in diameter. De laagste stenen, van 1,1 meter, staan in het noordoosten en worden hoger naarmate ze dichter bij de liggende steen komen die aan de zuidwestzijde ligt. De liggende steen is 3,8 meter breed. De stenen die de liggende steen flankeren zijn 1,7 meter hoog.
De liggende steen is van rood graniet, de flankerende stenen zijn van grijs graniet. De overige stenen zijn van ruw rose porfier, behalve de steen naast de oostelijke flankerende steen die van rode jaspis is.
Loodrecht tegen de liggende steen aan, wijzend richting het centrum van de cirkel, bevinden zich twee kleinere stenen.
Een aantal stenen zijn bewerkt. De liggende steen is aan de bovenzijde glad en zo veel mogelijk gelijk gemaakt; één steen is diamantvormig en eentje is rechthoekig waarbij een blok is weggekapt uit een van de bovenhoeken.
Er zijn aanwijzingen dat er later, in de bronstijd, in het midden van de cirkel een graf met een cairn en cist zijn aangebracht.
De huidige naam van de steencirkel is mogelijk te herleiden tot het Schots-Gaelische woord voor veld om te bidden.

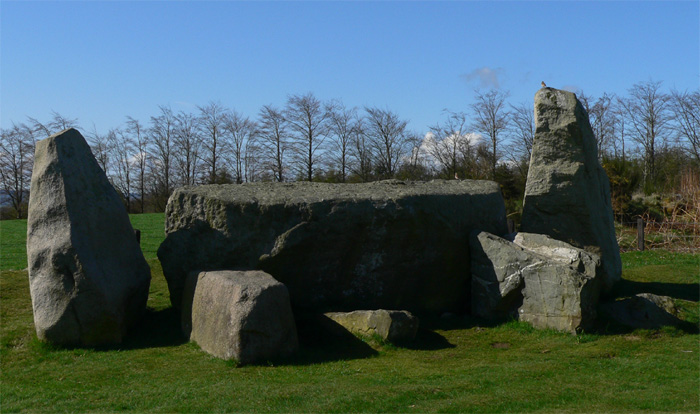
De liggende steen vormt samen met de flankerende staande stenen een raam waardoor de maan geobserveerd zou kunnen zijn.

## Functie
De functie van de recumbent stone circle zou religieus kunnen zijn geweest en verbonden met verering van de maan.
Er is een theorie die zegt dat de liggende steen met de beide flankerende stenen een soort van valse horizon of raam creëren waardoor de maanstilstand kan worden geobserveerd. Deze verschijning vindt elke 18,6 jaar plaats. De maan bevindt zich dan op het maximum van zijn declinatie. Op deze breedtegraad lijkt het alsof de maan in slechts twee weken zich beweegt van hoog in de hemel naar laag aan de horizon. De ligging van de grote steen is dusdanig dat de maan als het ware erachter wegduikt.

## Beheer
De Easter Aquhorthies Stone Circle wordt beheerd door Historic Environment Scotland, net als de recumbent stone circles Tomnaverie Stone Circle en Loanhead Stone Circle.